# Emilio Juri
Emilio Juri (Faido, 25 luglio 1947 – Bellinzona, 31 gennaio 2013) è stato un imprenditore e dirigente sportivo svizzero.

## Biografia
Emilio Juri era originario di Quinto e titolare di un'azienda di importazione ed esportazione di carne. Inoltre è stato lo storico presidente dell'Hockey Club Ambrì Piotta.
Nella stagione 1996-1997 è succeduto a Tiziano Gagliardi nel ruolo di presidente della squadra leventinese, che ha condotto per 6 campionati. In quel periodo il club ha raggiunto i suoi traguardi più prestigiosi:
- finale di play-off persa contro l'Hockey Club Lugano: 1999
- due IIHF Continental Cup: 1999 e 2000
- una Supercoppa IIHF: 1999

Durante la sua presidenza la squadra ha giocato 312 partite di campionato svizzero (157 vittorie, 32 pareggi, 123 sconfitte con all'attivo 1009 reti e 867 subite). 
È scomparso nel 2013 all'età di 65 anni dopo una lunga malattia.